# Nora Schlocker
Nora Schlocker (* 1983 in Rum) ist eine österreichische Theaterregisseurin.

## Leben
Sie studierte von 2003 bis 2007 Regie an der Hochschule für Schauspielkunst „Ernst Busch“ Berlin. Ihre Diplominszenierung war Lukas Bärfuss’ Der Bus am Badischen Staatstheater Karlsruhe. Sie inszenierte mehrere Stücke am Berliner Maxim-Gorki-Theater. 2008 gab sie mit Liliom ihr Debüt am Nationaltheater Weimar und wurde dort Hausregisseurin.
Von 2011 bis 2014 arbeitete sie als Hausregisseurin am Düsseldorfer Schauspielhaus, wo sie ihren Einstand mit Gerhart Hauptmanns Einsame Menschen gab. Außerdem arbeitete sie am Schauspielhaus Wien, am Staatstheater Stuttgart, am Bayerischen Staatsschauspiel, am Centraltheater Leipzig und am Deutschen Theater Berlin. Von 2015 bis 2019 war sie Hausregisseurin am Theater Basel. Seit der Spielzeit 2019/2020 ist sie Hausregisseurin am Residenztheater München.

## Theater (Auswahl)
- 2010: Thomas Freyer: Im Rücken der Stadt (Maxim-Gorki-Theater Berlin)
- 2011: Gerhart Hauptmann: Einsame Menschen Düsseldorfer Schauspielhaus
- 2013: Shakespeare: Wie es euch gefällt Düsseldorfer Schauspielhaus
- 2016: Maxim Gorki: Kinder der Sonne Theater Basel
- 2017: Ewald Palmetshofer:  Vor Sonnenaufgang Theater Basel
- 2017: Bertolt Brecht: Der gute Mensch von Sezuan Staatsschauspiel Dresden
- 2018: Friedrich Dürrenmatt: Das Versprechen Theater Basel
- 2019: Ewald Palmetshofer: Die Verlorenen Residenztheater München
- 2020: Lukas Bärfuss:  Julien – Rot und Schwarz Theater Basel, Dauer: 3 Stunden 10 Minuten, eine Pause.[6][7]
- 2022: Hugo von Hofmannsthal: Der Turm Residenztheater[8]

## Auszeichnungen (Auswahl)
- 2023: Tiroler Landespreis für Kunst[9][10]